# Таватуй (обгонный пункт)
Тавату́й — обгонный пункт Свердловской железной дороги на ветке Нижний Тагил — Екатеринбург, ранее железнодорожная станция. Обгонный пункт расположен в селе Таватуй Невьянского района Свердловской области. Входит в Нижнетагильский центр организации работы железнодорожных станций ДЦС-4 Свердловской дирекции управления движением.
В Таватуе две низких боковых пассажирских платформы: со стороны Вокзальной улицы — на нижнетагильском направлении, со стороны Железнодорожной улицы — на екатеринбургском направлении.
Пассажирское сообщение по обгонному пункту представлено пригородными электропоездами, курсирующими на участке Екатеринбург-Пассажирский — Нижний Тагил, за исключением поездов «Ласточка»/«Финист». В отдельное время курсируют маршруты до станций Керамик, Камышлов и Каменск-Уральский.
В Таватуе имеются: зал ожидания, пост ЭЦ, сохранившаяся с XIX века водонапорная башня, локомотивное депо. Билетных касс нет.

## История
12 марта 1934 года на станции произошло столкновение дачного поезда №112 в товарный состав №935, в результате чего  погибли 33 и получили ранения разной степени тяжести 68 человек.
Катастрофа стала следствием невнимательности машиниста дачного поезда, не заметившего запрещающий знак семафора.